# 納布盧斯

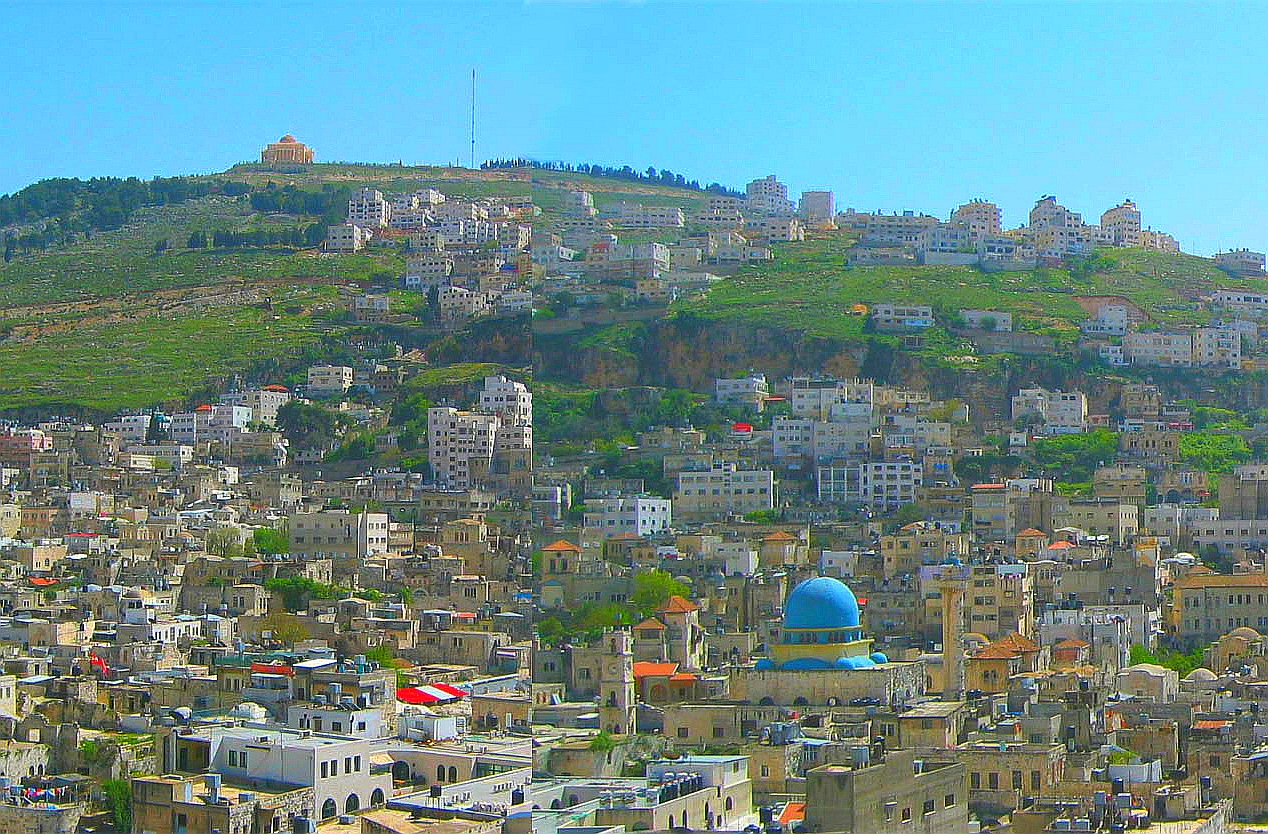
納布盧斯市區

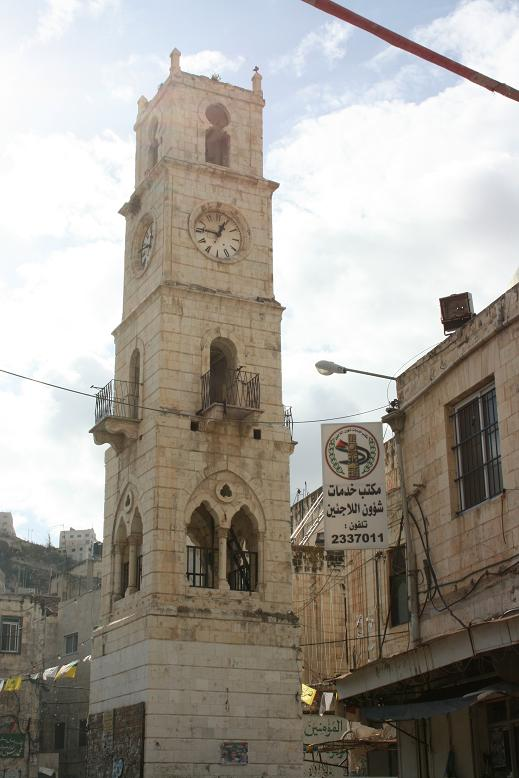
舊城區的一座鐘樓

納布盧斯（羅馬化：Nābulus [ˈnæːblʊs, -lɪs] ⓘ，羅馬化：Šəḵem, ISO 259-3: Škem），即《聖經》裡的示劍，是巴勒斯坦約旦河西岸地區的一個主要城市及納布盧斯省的首府，在耶路撒冷以北63公里，古代的示劍位於今日東部城區。
約旦在第一次以阿戰爭中奪得納布盧斯。以色列從1967年起佔領該市。1995年起，巴勒斯坦民族權力機構開始管治該市，但是以軍仍控制該市的進出通道。
該市有安納賈民族大學，是巴勒斯坦規模最大的大學。巴勒斯坦唯一的證券交易所亦位於該市。
纳布卢斯省是巴勒斯坦国西岸十一省之一，面积605平方公里，人口261,340，而納布盧斯市的人口超過10萬。區內有多個以色列人建立的定居點，居民約1萬人。
納布盧斯市的失業率從1997年的14.2%升至2004年的60%。